# Age of Empires III: The Asian Dynasties
Age of Empires III: The Asian Dynasties is de tweede officiële uitbreiding van Age of Empires III. Het is 2 november 2007 uitgebracht in Europa.
Het spel introduceerde drie nieuwe beschavingen; China, Japan en India.

## Veranderingen in gameplay
In The Asian Dynasties werd een nieuwe grondstof geïntroduceerd: export. Deze grondstof is alleen beschikbaar voor de drie Aziatische beschavingen. Met deze nieuwe grondstof kunnen nieuwe technologieën ontwikkeld worden, en uitheemse troepen inhuren. Export wordt automatisch gegenereerd wanneer villagers andere grondstoffen halen, maar dit gaat relatief langzaam in vergelijking met andere grondstoffen.
Ook heeft The Asian Dynasties wonderen (Wonders) geïntroduceerd. Deze bouwwerken zorgen ervoor dat de Aziatische beschavingen naar de volgende age kunnen.
Age of Empires · The Rise of Rome
Age of Empires II · The Conquerors · The Forgotten · The African Kingdoms · Rise of the Rajas · Lords of the West
Age of Mythology · The Titans · Tale of the Dragon
Age of Empires III · The War Chiefs · The Asian Dynasties 
 Age of Empires IV 
 Age of Empires Online